# File Under Black
File Under Black is het debuutalbum van de Amerikaanse punkband None More Black. Het album werd opgenomen in februari 2003 en uitgegeven op 3 juni 2003 via het punklabel Fat Wreck Chords, het label dat ook de twee daaropvolgende studioalbums van de band zou gaan uitgeven. Er bestaat van het album een cd- en een lp-versie.

## Nummers
1. "Everyday Balloons" - 1:53
2. "Dinner's for Suckers" - 1:50
3. "The Ratio of People To Cake" - 2:21
4. "Never Heard of Corduroy" - 2:46
5. "Banned from Teen Arts" - 2:51
6. "Risk Management" - 1:59
7. "Drop the Pop" - 3:10
8. "Bizarro Me" - 2:16
9. "Nods to Nothing" - 2:44
10. "Ice Cream with the Enemy" - 2:58
11. "The Affiliates" - 3:53
12. "Zero Tolerance Drum Policy" - 2:02
13. "M.A.T.T.H." - 1:57
14. "Wishing There Were Walkways" - 2:19